# Manuel Joaquín Álvarez de Toledo
Manuel Joaquín Álvarez de Toledo Portugal y Córdoba Monroy y Ayala, conocido también como Manuel Joaquín Álvarez de Toledo Portugal y Pimentel (Pamplona, 6 de enero de 1641 - Barcelona, 23 de diciembre de 1707), fue un noble y político español que ostentó los títulos de  VIII conde de Oropesa, VII conde de Alcaudete, VII conde de Deleytosa, IV marqués de Frechilla y Villarramiel, III marqués del Villar de Grajanejos y IV marqués de Jarandilla. Obtuvo del rey Carlos II de España la Grandeza de España. Llegó a ser valido durante el reinado de ese monarca en dos ocasiones: entre 1685-1689 y 1698-1699. También ocupó los cargos de gentilhombre de Su Majestad, consejero de Estado, presidente del Consejo de Castilla y del Consejo de Italia.

## Biografía
Manuel Joaquín Álvarez de Toledo Portugal fue hijo del matrimonio celebrado entre Duarte Fernando Álvarez de Toledo Portugal —VII conde de Oropesa, VI conde de Deleytosa, III marqués de Frechilla y Villarramiel, III marqués de Jarandilla— y Ana Mónica Fernández de Córdoba y de Zúñiga o Ana Mónica de Zúñiga y Fernández de Córdoba —VI condesa de Alcaudete y  II marquesa del Villar de Grajanejos— de quienes heredó esos títulos nobiliarios.
Contrajo matrimonio el 27 de julio de 1664 en la iglesia de San Sebastián de Madrid con Isabel Pacheco Velasco, hermana que fue del III conde de la Puebla de Montalbán. Con ella tuvo dos hijos: Vicente Pedro Álvarez de Toledo Portugal, quien fue el IX conde de Oropesa y Ana María Álvarez de Toledo Portugal, XI condesa de Oropesa.
El bando nobiliario que encabezaba el conde de Oropesa se oponía a don Juan José de Austria, hijo natural del rey Felipe IV y valido del rey Carlos II.
Vio frustrada por dos veces su candidatura a virrey de Aragón propuesta por el propio Consejo de Aragón.
Muerto Juan José de Austria, y tras el periodo en que el duque de Medinaceli le sustituyó, alcanzó la presidencia del Consejo de Castilla en 1684. Obtuvo la máxima confianza de la reina María Luisa de Orleans (1662-1689) en 1685 con el cargo de valido o favorito del rey Carlos II.
Se propuso realizar reformas necesarias para lo cual intentó sanear la desastrosa hacienda pública, ideando un plan de estabilización para equilibar el presupuesto. Elaboró un presupuesto fijo para equilibrar los gastos de la corte española como medio para evitar nuevas bancarrotas, redujo impuestos, condonó deudas a los municipios y reformó el catastro. Para ello aplicó medidas poco populares que se basaron en la reforma monetaria y en la reducción y simplificación de la lenta e inmensa burocracia española. Asimismo, las pésimas cosechas debidas a fenómenos climáticos, no contribuyeron para lograr el equilibrio de la economía. A fin de hacer más eficiente la administración estatal colocó en los puestos clave a expertos en lugar de a nobles.
Las banderías nobiliarias no acabaron y, en 1689, con el fallecimiento de la reina María Luisa de Orleans sin haber podido gestar un hijo y heredero del rey Carlos II, se enfrentaron a Manuel Joaquín Álvarez de Toledo Portugal los partidarios del cardenal Portocarrero y el duque de Arcos, que se acercaron al poder con el segundo matrimonio del rey con Mariana de Neoburgo. La nueva reina, que tampoco pudo darle un heredero al rey, no era partidaria del conde de Oropesa.
Sin embargo, el 1 de agosto de 1690 el rey Carlos II le otorgó al VIII conde de Oropesa la máxima dignidad de la nobleza española en la jerarquía nobiliaria: la Grandeza de España.
Aun así, los enfrentamientos con los nobles continuaron y el conde renunció a sus cargos en 1691 y se le ordenó permanecer alejado de la corte en su señorío de la La Puebla de Montalbán.
Manuel Joaquín Álvarez de Toledo y Portugal fue llamado de nuevo a la corte en 1696, reocupando la presidencia del Consejo de Castilla, y en 1698 el máximo poder, nuevamente como valido. Quedando claro que el rey Carlos II, el último representante de la rama Española de los Habsburgo, no tendría sucesión directa, propuso a José Fernando de Baviera como candidato a sucederle, pero éste murió en febrero de 1699 y el conde Oropesa optó por el archiduque Carlos de Austria, quien luego fue el emperador Carlos VI del Sacro Imperio Romano Germánico, en un intento de continuar con la Casa de Habsburgo. En esta oportunidad Oropesa contó con el apoyo de la reina consorte, Mariana de Neoburgo.
El conde de Oropesa, por el problema del testamento sucesorio del rey, se enfrentó con los partidarios de la sucesión en la Casa de Borbón de Francia. A esta oposición se le sumó el motín de los gatos, en abril de 1699, disturbio aparentemente desencadenado por el pueblo de Madrid a consecuencia de la falta y encarecimiento del pan. Por todo ello, el conde de Oropesa volvió a caer en desgracia. Fue sustituido por el cardenal Portocarrero, partidario de la sucesión en los Borbones franceses.
A pesar de ello, el rey Carlos II, hasta el final su propia vida, le mantuvo su afecto. Así, en una carta escrita por el soberano en febrero de 1700, en el mismo año de su fallecimiento le expresó

He querido decirte aquí la seguridad con que puedes estar de mi satisfacción a tus grandes méritos y de que en cuanto se ofrezca a tu  persona y casa se experimentará lo que siempre te he querido y lo que te estimo.

El rey Carlos II hizo testamento el 3 de octubre de 1700 en favor de Felipe de Anjou, nieto de Luis XIV de Francia y de su hermana, la infanta María Teresa de Austria (1638–1683), la mayor de las hijas del rey Felipe IV de España. El 1 de noviembre de ese mismo año falleció el último rey español de los Habsburgo.
Manuel Joaquín Álvarez  Toledo, vinculado a la corte del pretendiente austríaco, murió en 1707, durante la Guerra de Sucesión Española, en Barcelona.
| Predecesor: Juan AsensioAntonio de Argüelles y Valdés | Presidente del Consejo de Castilla 1684-16901698-1699 | Sucesor: Antonio Ibáñez de la RivaherreraManuel Arias y Porres |
| Predecesor: Antonio Álvarez de Toledo                 | Presidente del Consejo de Italia 1690-1698            | Sucesor: Fadrique Álvarez de Toledo                            |